# Discografia di Birdy
Questa pagina contiene la discografia della cantante britannica Birdy.

## Album in studio
| 2011                                                                                               | Birdy - Pubblicato: 7 novembre 2011 - Etichetta: 14th Floor, Atlantic - Formati: CD, download digitale                | 13 | 1  | 25 | 1 | 2 | 33 | 5  | 40 | 1 | 18 | 24 | 62 | - ARIA: Oro - NVPI: Platino - BPI: Oro - IFPI SWI: Oro |
| 2013                                                                                               | Fire Within - Pubblicato: 27 settembre 2013 - Etichetta: 14th Floor, Atlantic - Formati: CD, download digitale        | 8  | 5  | 7  | 4 | 2 | 4  | 5  | 3  | 5 | 9  | 1  | 24 | - BPI: Oro - IFPI SWI: Oro                             |
| 2016                                                                                               | Beautiful Lies - Pubblicato: 25 marzo 2016 - Etichetta: Atlantic, Warner Music Group - Formati: CD, download digitale | 4  | 10 | 11 | 7 | 8 | 22 | 10 | 5  | 8 | 4  | 2  | 68 | - BPI: Oro                                             |
| "—" indica una pubblicazione che non si è classificata o che non è stata pubblicata in quel Paese. | |    |    |    |   |   |    |    |    |   |    |    |    |                                                        |

## Extended play
| Titolo                   | Dettagli EP                                                                     |
| ------------------------ | ------------------------------------------------------------------------------- |
| Live in London           | - Pubblicato: 7 novembre 2011 (UK) - Etichetta: Warner - Formati: Digitale      |
| Live in Paris            | - Pubblicato: 8 ottobre 2012 (FRA) - Etichetta: Warner - Formati: Digitale      |
| Birdy – Artist Lounge EP | - Pubblicato: 9 maggio 2013 (UK) - Etichetta: Atlantic - Formati: Digitale      |
| Breathe                  | - Pubblicato: 24 luglio 2013 (US) - Etichetta: Warner - Formati: Digitale       |
| Piano Sketches           | - Pubblicato: 6 novembre 2020 - Etichetta: Atlantic, Warner - Formati: Digitale |

## Singoli
| 2011                                                                                               | Skinny Love            | 17 | 2  | 15 | 3  | 4  | 2   | 22 | 1  | 17 | 19 | - ARIA: Oro - BEA: Oro - IFPI SWI: Platino - FIMI: Oro - BPI: Platino | Birdy          |
| 2011                                                                                               | Shelter                | 50 | —  | —  | —  | —  | —   | 39 | —  | —  | —  |                                                                       | Birdy          |
| 2011                                                                                               | People Help the People | 33 | 10 | 7  | 2  | 5  | 7   | 84 | 5  | 32 | 2  | - IFPI SWI: 2× Platino - FIMI: Oro                                    | Birdy          |
| 2012                                                                                               | 1901                   | —  | —  | —  | 62 | 61 | —   | —  | —  | —  | —  |                                                                       | Birdy          |
| 2013                                                                                               | Wings                  | 16 | 25 | 3  | 3  | 5  | 8   | 1  | 27 | 16 | 3  | - IFPI SWI: Platino                                                   | Fire Within    |
| 2013                                                                                               | No Angel               | —  | —  | —  | —  | —  | 168 | —  | 51 | —  | —  |                                                                       | Fire Within    |
| 2014                                                                                               | Light Me Up            | —  | —  | —  | 52 | 56 | —   | —  | —  | —  | —  |                                                                       | Fire Within    |
| 2014                                                                                               | Words as Weapons       | —  | —  | —  | 56 | —  | 125 | —  | —  | —  | —  |                                                                       | Fire Within    |
| 2016                                                                                               | Keeping Your Head Up   | 57 | —  | —  | 26 | —  | 153 | 56 | —  | —  | —  | - BPI: Oro                                                            | Beautiful Lies |
| 2016                                                                                               | Wild Ones              | 75 | —  | —  | 42 | —  | —   | —  | —  | —  | —  | - BPI: Argento                                                        | Beautiful Lies |
| 2016                                                                                               | Words                  | —  | —  | —  | —  | —  | —   | —  | —  | —  | —  |                                                                       | Beautiful Lies |
| 2020                                                                                               | Blue Skies             | —  | —  | —  | —  | —  | —   | —  | —  | —  | —  |                                                                       | N/A            |
| 2021                                                                                               | Surrender              | —  | —  | —  | —  | —  | —   | —  | —  | —  | —  |                                                                       | Young Heart    |
| "—" indica una pubblicazione che non si è classificata o che non è stata pubblicata in quel Paese. |                        |    |    |    |    |    |     |    |    |    |    |                                                                       |                |

## Collaborazioni e partecipazioni
- 2012 - Just a Game in The Hunger Games: Songs from District 12 and Beyond
- 2014 - Not About Angels, Tee Shirt e Best Shot nella colonna sonora di Colpa delle stelle
- 2014 - I'll Keep Loving You (con David Guetta & Jaymes Young) in Listen
- 2016 - Find Me (con i Sigma)
- 2020 - Non c'è più musica (con Mr. Rain)

## Video musicali
| Titolo                               | Anno | Regista/i              |
| ------------------------------------ | ---- | ---------------------- |
| "Skinny Love"                        | 2011 | Sophie Muller          |
| "Shelter"                            | 2011 | Sophie Muller          |
| "People Help the People"             | 2011 | Adam Powell            |
| "Skinny Love [One Take Music Video]" | 2011 | Sophie Muller          |
| "1901"                               | 2012 | Nez                    |
| "Wings"                              | 2013 | Sophie Muller          |
| "Light Me Up"                        | 2013 | Sophie Muller          |
| "Skinny Love (Version 2)"            | 2014 | Sophie Muller          |
| "Words as Weapons"                   | 2014 | Sophie Muller          |
| "Tee Shirt"                          | 2014 | Fourclops              |
| "Not About Angels"                   | 2014 | Elliott Sellers        |
| "Let It All Go" (con RHODES)         | 2015 | Sing J. Lee            |
| "Keeping Your Head Up"               | 2016 | Favourite Colour Black |